# Pennatulidae
Pennatulidae Ehrenberg, 1828 è una famiglia di ottocoralli dell'ordine Pennatulacea.

## Descrizione
Comprende specie coloniali dalla caratteristica forma a frusta, a simmetria bilaterale, con polipi visibili lungo i margini delle ramificazioni, disposte bilateralmente attorno al rachide centrale.

## Distribuzione e habitat
La famiglia ha una distribuzione cosmopolita.

## Tassonomia
Comprende i seguenti generi:
- Crassophyllum Tixier-Durivault, 1961
- Graphularia
- Gyrophyllum Studer, 1891
- Pennatula Linnaeus, 1758
- Pteroeides Herklots, 1858
- Ptilella Gray, 1870
- Ptilosarcus Verrill, 1865
- Sarcoptilus Gray, 1848

### Alcune specie

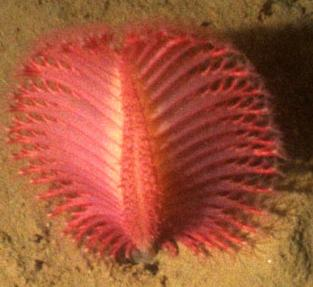
Pennatula aculeata
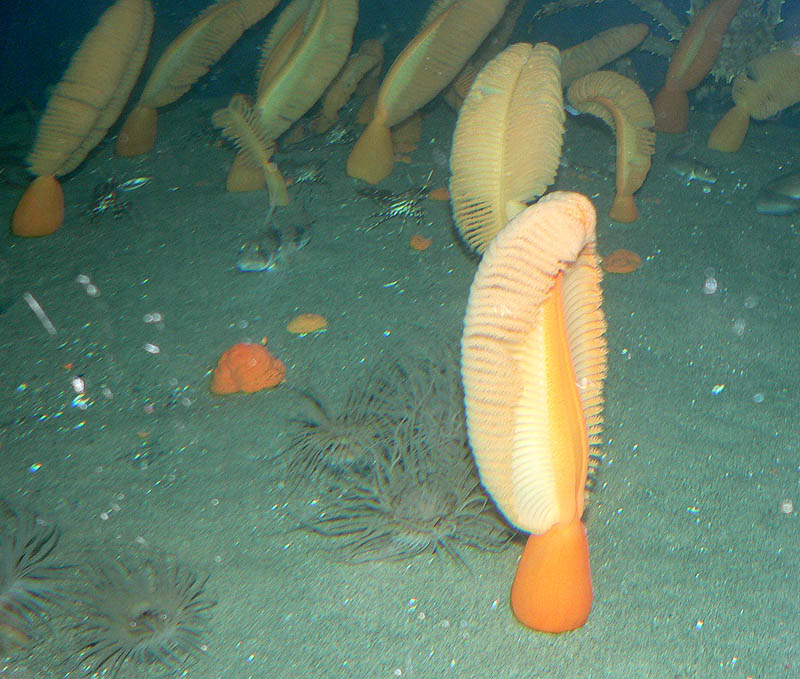
Ptilosarcus gurneyi
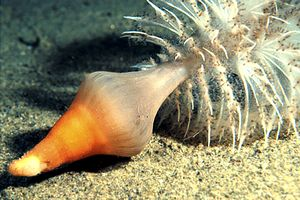
Pteroeides griseum